# Хотазел
Хотазел је град у Дистриктној општини Џон Таоло Гаецеве у провинцији Северни Кејп у Јужној Африци.
У граду се налазе рудници мангана, 147 km северно од Постмасбурга и 46 km северозападно од Курумана. Своје име је добио по фарми на којој лежи; у питању је игра речи са енглеским изразом hot as hell (досл. „врело као пакао”) — што се односи на време када је фарма испитивана.